# بیان احساسی
بیان احساسی رفتاری است که حالت یا نگرش عاطفی را بیان می‌کند، این می‌تواند کلامی یا غیرکلامی باشد و می‌تواند با یا بدون خودآگاهی رخ دهد، عبارات احساسی شامل حرکات صورت مانند لبخند زدن یا اخم کردن، رفتارهای ساده مانند گریه کردن، خندیدن یا گفتن " متشکرم " و رفتارهای پیچیده‌تر مانند نوشتن نامه یا هدیه دادن است، افراد تا حدی کنترل آگاهانه ای بر بیان عاطفی خود دارند با این حال آنها نیازی به آگاهی آگاهانه از وضعیت عاطفی یا عاطفی خود برای ابراز احساسات ندارند
محققان روان‌شناسی مدل‌های نظری متفاوت و غالباً رقیب بسیاری را برای توضیح احساسات و بیان عاطفی پیشنهاد کرده‌اند که به بحث چارلز داروین دربارهٔ احساسات به‌عنوان یک ظرفیت تکامل‌یافته برمی‌گردد اگرچه هیچ نظریه پذیرفته شده جهانی در مورد احساسات وجود ندارد، نظریه پردازان عاطفه توافق دارند که تجربه احساسات و بیان آنها به طرق مختلف، مانند صداها، چهره‌ها و بدن‌ها، کلید ارتباطات انسانی است هنجارها و باورهای فرهنگی یک جامعه نیز بر بیان عاطفی اعضای آن تأثیر می‌گذارد و آن را شکل می‌دهد و عبارات مناسب و مهم در یک فرهنگ ممکن است در فرهنگ دیگر تابو باشد.
شواهد نشان می‌دهد که شرکای همجنس‌گرا نسبت به شرکای دگرجنس‌گرا سطوح بالاتری از ابراز وجود دارند بیان بالا می‌تواند در حل سازنده تعارضات مربوط به رابطه مفید باشد.

## مدل‌های احساسات
نظریه‌های مختلفی در مورد ماهیت احساسات و نحوه نمایش آن در مغز و بدن وجود دارد، از میان عناصری که بین تئوری‌های عاطفه تمایز قائل می‌شود، شاید برجسته‌ترین آنها دیدگاه‌های متفاوت در بیان احساسات باشد.
برخی از تئوری‌ها در مورد احساسات، احساسات را از نظر بیولوژیکی اساسی و پایدار در میان مردم و فرهنگ‌ها می‌دانند، اینها اغلب دیدگاه‌های «احساس اساسی» نامیده می‌شوند زیرا آنها احساسات را از نظر بیولوژیکی اساسی می‌دانند. از این منظر، بیان عاطفی فرد برای تعیین وضعیت درونی و عاطفی فرد کافی است. اگر فردی لبخند بزند، خوشحال است. اگر شخصی گریه کند غمگین است. هر عاطفی دارای یک الگوی ثابت و خاص از بیان است و آن الگوی پاسخ‌ها فقط در طول آن احساس بیان می‌شود و نه در طول سایر احساسات. حالات عاطفی صورت محرک‌های برجسته ای برای انتقال سیگنال‌های غیرکلامی مهم به دیگران هستند. به همین دلیل، بیان عاطفی بهترین شاخص مستقیم نگرش‌ها و گرایش‌های عاطفی است. شواهد فزاینده‌ای وجود دارد که نشان می‌دهد نواحی مغز که عموماً درگیر پردازش اطلاعات احساسی هستند، در طول پردازش احساسات صورت نیز فعال می‌شوند.
برخی از تئوری‌های احساسات این موضع را دارند که بیان عاطفی انعطاف‌پذیرتر است و یک مؤلفه شناختی برای هیجان وجود دارد. این نظریه‌ها با پیشنهاد اینکه انسان‌ها موقعیت‌ها را ارزیابی می‌کنند و بسته به نتیجه ارزیابی آن‌ها، احساسات مختلف و ابراز احساسات مربوطه را تحریک می‌کنند، انعطاف‌پذیری در احساسات را توضیح می‌دهند. تمایل به ارزیابی موقعیت‌های خاص به‌عنوان یک یا آن احساس می‌تواند بسته به فرد و فرهنگ متفاوت باشد. با این حال، مدل‌های ارزیابی همچنان معتقدند که پاسخ‌های اساسی وجود دارد که خاص و سازگار با هر احساسی است که انسان احساس می‌کند.
سایر تئوری‌های هیجان پیشنهاد می‌کنند که احساسات بر اساس فرد، موقعیت، فرهنگ و تجربیات گذشته ساخته می‌شوند و هیچ پاسخ عاطفی از پیش تعیین‌شده‌ای وجود ندارد که سازگار و خاص برای یک یا آن احساس باشد.

#### مدل پایه
مدل اصلی احساسات ریشه در کتاب بیان احساسات در انسان و حیوانات چارلز داروین دارد. داروین ادعا کرد که بیان احساسات شامل بسیاری از سیستم‌ها می‌شود: بیان چهره، پاسخ رفتاری و پاسخ‌های فیزیکی که شامل تغییرات فیزیولوژیکی، وضعیتی و صوتی می‌شود مهم‌تر از همه، داروین ادعا کرد که بیان عاطفی با نظریه‌های او در مورد تکامل سازگار است و بنابراین، بیان احساسات جهانی است و بنابراین باید در بین نژاد یا فرهنگ به‌طور مشابه بیان شود. این به عنوان فرضیه جهانی بودن شناخته می‌شود. در نهایت، پستانداران و حیوانات پیش سازهای اعمال عضلانی حالات چهره انسان‌ها را نشان می‌دهند، بسیاری از محققان نظریه‌های اولیه داروین در مورد بیان عاطفی را گسترش داده‌اند. پل اکمن و کارول ایزارد اولین کسانی بودند که نظریه داروین را آزمایش کردند این روانشناسان از طریق آزمون‌های تجربی بین فرهنگی دریافتند که تعدادی از احساسات اساسی وجود دارد که به‌طور جهانی شناخته شده است مطالعات بعدی نشان داد که حالات چهره برای هر احساس منحصر به فرد است و سیگنال‌هایی هستند که اطلاعات وضعیت درونی فرد را منتقل می‌کنند و از این اطلاعات برای هماهنگ‌کردن تعاملات اجتماعی استفاده می‌شود به‌طور کلی، دیدگاه احساسات پایه فرض می‌کند که احساسات رویدادهای منحصر به فردی هستند که در نتیجه مکانیسم‌های خاص رخ می‌دهند و هر هیجان مدار مغزی خاص خود را دارد. بعلاوه، بیان هر احساسی واکنش، تجلی خاص خود را در صورت، صدا و بدن دارد.
دیدگاه اولیه احساسات، اکمن را به ایجاد سیستم کدگذاری کنش صورت (FACS) و آگاهی از بیان چهره، احساسات ترحمی صورت رساند، صورت یک پایگاه داده از حالات صورت کامپایل شده است که در آن هر حرکت صورت یک واحد عمل (AU) نامیده می‌شود توضیح می‌دهد که چگونه می‌توان مشتاق مشاهده احساسات در چهره دیگران شد. این ابزار از ابزار آموزش بیان میکرو (METT) تشکیل شده است که به افراد آموزش می‌دهد تا از طریق تشخیص حالات چهره متمایز که برای هر احساسی منحصر به فرد است، بین عبارات احساسی ابهام زدایی کنند بخش دوم این برنامه آموزشی افراد را برای خواندن ریز بیان‌ها آموزش می‌دهد یک چهره خیلی سریع احساسی را برمی‌انگیزد و از فرد خواسته می‌شود تا گزارش دهد که کدام احساس دیده شده است ابزار آموزش بیان ظریف (SETT) به افراد آموزش می‌دهد تا بتوانند تغییرات ظریف در حالت چهره افراد را به دلیل تغییرات جزئی در تجربیات عاطفی تشخیص دهند. این عبارات ظریف می‌توانند در شروع احساسات یا زمانی که یک فرد فعالانه احساسات را سرکوب می‌کند رخ دهد.